# Miklós Szabados
Miklós Szabados (Budapest; 7 de marzo de 1912-Sídney; 12 de febrero de 1962) fue un jugador profesional de tenis de mesa húngaro, y posteriormente nacionalizado australiano, considerado uno de los mejores jugadores de la historia de este deporte.
Szabados ganó muchas medallas en el Campeonato Mundial de Tenis de Mesa en categoría individual, dobles masculino y dobles mixto; formó pareja con sus compatriotas los también húngaros Viktor Barna y Mária Mednyánszky.